# 辻殿
辻殿（つじどの；12世纪？—13世纪？），日本鎌倉時代前期武家女性。丈夫是镰仓幕府第二代将軍源賴家。
她的父亲是三河源氏足助重長（賀茂重長），母亲是源為朝之女。正治二年（1200年），为源赖家生下第二子善哉（後来的公曉）。源赖家在建仁三年（1203年）被迫辞去将军职务，翌年横死，善哉许诺长大后出家为僧侶。善哉于建曆元年（1211年）出家，辻殿は在承元四年（1210年）七月八日出家，以退耕行勇为戒師。
《尊卑分脈》记载比企能员之女若狹局是公晓的生母，一幡和公晓是同母兄弟。县篤岐本《源氏系图》称公晓的生母是三浦氏之女。《尊卑分脈》称禅晓是辻殿之子，慈光寺本《承久記》记载禅晓之母是一品房昌宽之女。